# Apamea bidens
Apamea bidens är en fjärilsart som beskrevs av Eduard Friedrich Eversmann 1852?. Apamea bidens ingår i släktet Apamea och familjen nattflyn. Inga underarter finns listade i Catalogue of Life.